# Anastasia Rodionova
Anastasia Rodionova (Tambov, 12 de maio de 1982) é uma ex-tenista profissional australiana. Nascida em solo da então União Soviética, representou a Rússia até 2009, quando recebeu a cidadania australiana e passou a representar esse país. Seus melhores rankings foram o 62 (simples) e o 15 (duplas). Possui 11 títulos WTA, sendo todos de duplas. É irmã da tenista Arina Rodionova, com quem já fez parceria em chaves de duplas.
O último jogo da carreira foi no WTA de Stuttgart de 2022: com Nadiia Kichenok, não passou da estreia. A aposentadoria foi oficializada somente no ano seguinte, em 14 de agosto.

## Finais

### Grand Slam

#### Duplas Mistas: 1 (1 vice)
| Posição | Ano  | Campeonato | Piso  | Parceira | Oponentes                        | Placar   |
| ------- | ---- | ---------- | ----- | -------- | -------------------------------- | -------- |
| Vice    | 2003 | Wimbledon  | Grama | Andy Ram | Martina Navratilova Leander Paes | 3–6, 3–6 |

## Títulos
| Legenda             |
| Grand Slam (0)      |
| Campeonatos WTA (0) |
| Evento ITF (20)     |
| WTA Tour (3)        |

### Simples
| Nº | Data             | Torneio       | Quadra | Oponente na final | Pontuação     |
| 1. | 13 Maio 2001     | Maglie        | Saibro | Maja Palaversic   | 6–2, 6–4      |
| 2. | 7 Abril 2002     | Coatzacoalcos | Dura   | Zuzana Hejdova    | 6–3, 4–6, 6–4 |
| 3. | 16 Maio 2004     | Stockholm     | Saibro | Anne Kremer       | 7–6, 6–4      |
| 4. | 13 Junho 2004    | Vaduz         | Saibro | Yvonne Meusburger | 1–6, 6–3, 7–6 |
| 5. | 25 Setembro 2005 | Albuquerque   | Dura   | Maureen Drake     | 6–2, 6–3      |
| 6. | 20 Novembro 2005 | Nuriootpa     | Dura   | Gréta Arn         | 6–3, 6–1      |
| 7. | 28 Abril 2009    | Bundaberg     | Saibro | Olivia Rogowska   | 7–5, 6–0      |
| 8. | 5 Maio 2009      | Ipswich       | Saibro | Nicole Riner      | 6–4, 7–5      |

### Duplas (15)
| Nº  | Data             | Torneio               | Quadra         | Parceiro               | Oponente na final                             | Pontuação      |
| 1.  | 26 Outubro 1998  | Minsk                 | Grama Coberta  | Ekaterina Paniouchkina | Olga Glouschenko Tatiana Poutchek             | 7-5, 5-7, 6-3  |
| 2.  | 19 Março 2001    | Cholet                | Saibro Coberta | Yuliya Beygelzimer     | Eleni Daniilidou Germana Di Natale            | 6-1, 7-6(5)    |
| 3.  | 17 Setembro 2001 | Tbilisi               | Saibro         | Patricia Wartusch      | Erica Krauth Vanesa Krauth                    | 6-2, 6-1       |
| 4.  | 28 Janeiro 2002  | Ortisei               | Grama Coberta  | Yuliya Beygelzimer     | Angelika Bachmann Patricia Wartusch           | 6-4, 6-2       |
| 5.  | 18 Março 2002    | Ciudad Juárez         | Saibro         | Maria Kondratieva      | Olga Vymetalkova Magdalena Zdenovcova         | 6-3, 6-0       |
| 6.  | 7 Junho 2004     | Vaduz                 | Saibro         | Tatiana Poutchek       | Maria Wolfbrandt Kira Nagy                    | 6-3, 6-4       |
| 7.  | 29 Março 2005    | Augusta (Itália)      | Dura           | Tatiana Poutchek       | Rika Fujiwara Saori Obata                     | 7-6(3), 6-0    |
| 8.  | 5 Abril 2005     | Tunica (Mississippi)  | Saibro Coberta | Tatiana Poutchek       | Varvara Lepchenko Edina Gallovits-Hall        | 6-2, 6-4       |
| 9.  | 12 Abril 2005    | Jackson (Mississippi) | Saibro         | Kristen Schlukebir     | Ahsha Rolle Milagros Sequera                  | 6-1, 3-6, 6-2  |
| 10. | 31 Outubro 2005  | Quebec                | Dura Coberta   | Elena Vesnina          | Līga Dekmeijere Ashley Harkleroad             | 6–7(4),6–4,6–2 |
| 11. | 15 Novembro 2005 | Nuriootpa             | Dura           | Gréta Arn              | Casey Dellacqua Trudi Musgrave                | 6-4, 1-6, 7-5  |
| 12. | 3 Abril 2006     | Putignano             | Dura           | Arina Rodionova        | Ivana Abramovic Maria Abramovic               | 1-6, 6-1, 7-5  |
| 13. | 30 Abril 2007    | Estoril               | Saibro         | Andreea Ehritt-Vanc    | Lourdes Domínguez Lino Arantxa Parra Santonja | 6–3, 6–2       |
| 14. | 6 Julho 2009     | Biarritz              | Saibro         | Yung-Jan Chan          | Darya Kustova Akgul Amanmuradova              | 3-6, 6-4, 10-7 |
| 15. | 19 Junho 2010    | 's-Hertogenbosch      | grama          | Alla Kudryavtseva      | Yaroslava Shvedova Vania King                 | 3–6, 6–3, 10–6 |